# 不協和音ラプソディ
『不協和音ラプソディ』(ふきょうわおんラプソディ)は、わかつきめぐみによる日本の漫画作品。『LaLa』(白泉社)で、1982年7月から1984年3月まで連載。1984年に花とゆめコミックス(全1巻)が刊行された。

## 概要
作者の初単行本となった学園コメディー作品。同級生の名字を拝借した登場人物の名や中学校の校舎など、作者自身の中高校生時代の生活が色濃く反映されている。単行本での作者の記述によると、当初は表題作の1話読み切りで終わる予定だったという。

## あらすじ
音痴の中学3年生、谷口康生は、合唱コンクールを前に、犬猿の仲の同級生、田村学にむりやり特訓に引きずり込まれ、おちょくられながら練習に励む。2人の腐れ縁は中学校の文化祭を経て高校に進学してからも続き、周囲の悪のりも相まって、さまざまなドタバタ劇を繰り広げていく。

## 主な登場人物
谷口康生(たにぐち・やすお)
要領が悪く、同級生の田村学に振り回される日々を過ごすが、たまにそんな田村の足をすくっては溜飲を下げる男子生徒。田村と同じ高校に進学してからは、文化祭での女装の経験を買われ、演劇部の沢渡先輩に追いかけ回される。
田村学(たむら・まなぶ)
同級生の谷口康生の要領の悪さをからかい、振り回すものの、脇の甘さからたびたび足をすくわれては、女装する羽目になるなど、谷口と同じ目に遭うことが多い。高校進学後は谷口とともに演劇部の沢渡先輩に追われる日々を過ごす。
沢渡一子(さわたり・いちこ)
高校の演劇部部長。演劇部再興のため、あらゆる手を尽くし、周囲を巻き込みながら、新入生の谷口と田村を入部させようとする。

## 各話一覧
（かっこ内はLaLa掲載号）
- 第1話 不協和音ラプソディ(1982年7月)
- 第2話 トラジディ前線(1982年12月)
- 第3話 前哨戦スクランブル(1983年3月)
- 第4話 5月病異聞(1983年5月)
- 第5話 新・古文の傾向と対策(1983年9月)
- 第6話 文化祭戦争(1983年11月)
- 第7話 天気晴朗なれど波高し(1984年3月)